# 17776 Troska
17776 Troska este un asteroid din centura principală de asteroizi.

## Descriere
17776 Troska este un asteroid din centura principală de asteroizi. A fost descoperit pe 22 martie 1998 la Observatorul din Ondřejov de Petr Pravec. Asteroidul prezintă o orbită caracterizată de o semiaxă mare de 2,48 ua, o excentricitate de 0,08 și o înclinație de 7,5° în raport cu ecliptica.